# 華陽駅
華陽駅（ファヤンえき、ハングル:화양역）は大韓民国忠清南道洪城郡にある韓国鉄道公社の駅。

## 沿革
- 1923年11月1日：普通駅として開業[1]。
- 1944年6月15日：廃止。
- 1955年4月1日：無配置簡易駅として営業再開。
- 1964年8月11日：簡易駅に昇格[2]。
- 1971年4月9日：駅舎着工。
- 1971年9月25日：駅舎竣工。
- 1972年2月1日：普通駅に昇格[3]
- 1988年1月1日：手小荷物取扱中止[4]
- 2006年11月15日：貨物取扱中止[5]。
- 2007年6月1日：旅客取扱中止。
- 2008年12月1日：長項線改良工事により駅舎新築移転と同時に無配置簡易駅に降格。

## 隣の駅
韓国鉄道公社
長項線（全列車通過）
礼山駅 - 華陽駅 - 洪城駅